# Џон фон Нојман
Џон фон Нојман (мађ. Margittai Neumann Janos Lajos; Будимпешта, 28. децембар 1903 — Вашингтон, 8. фебруар 1957) је био мађарско-амерички математичар, научник и универзитетски професор. Фон Нојман је дао допринос квантној физици, функционалној анализи, теорији скупова, топологији, информатици, економији, нумеричкој анализи, хидродинамици, статици и многим другим математичким пољима као један од историјски истакнутих математичара.

## Биографија
Био је најстарији од три брата, син адвоката Макса Нојмана који је радио у банци, и Маргарет Кан. Одрастао је у јеврејској породици. Са шест година могао је да подели осмоцифрене бројеве напамет, и да разговара са својим оцем на старогрчком језику. Рано је показивао интересовање и за математику, својства бројева и законе света који га окружује. Као осмогодишњак савладао је рачунање, а са дванаест година био је на нивоу постдипломаца математике. Још као дете показивао је изванредну интелигенцију. Са шест година је напамет делио осмоцифрене бројеве. Памтио је странице текста на први поглед. Када је једном приликом шестогодишњи фон Нојман видео своју мајку како бесциљно зури, упитао ју је: Шта то рачунаш?
Сматрају га једним од најбриљантнијих људи 20. века, па је тако познати економиста Николас Калдор за Нојмана рекао: 'Непобитно, он је био биће најближе генију које сам икада срео'. Његово интересовање није било само за математику, а извештаји о њему говоре да је са осам година прочитао све 44 књиге светске историје. Могао је да памти странице текста на први поглед, дар који ће касније изненадити нобеловске лауреате. Волео је да измишља механичке играчке, а био је експерт за Амерички грађански рат, суђење Јованки Орлеанки и историју Византије. 1911. године уписао је Лутерову гимназију у Будимпешти.
Године 1913.  његов отац јe добио титулу и породица Нојман је стекла мађарску ознаку за племство Margittai, или што одговара аустријској титули von. Тако је Нојман Јанош постао Јанош вон Нојман, име које је касније променио у немачко Јохан фон Нојман. Предавао је на Берлинском Универзитету као најмлађи доцент у историји од 1926. до 1930. када су он, његова мајка и његова браћа емигрирали у Америку. Необично да је он поенглезио Јохан у Џон, а да је задржао аустријско аристократско презиме von Neumann, док су његова браћа усвојила презимена Vonneumann и Neumann.
Уживао је у екстравагантним забавама и брзој, опасној вожњи аутомобила. Једном је објаснио једну од својих многих саобраћајних несрећа на овај начин : “Возио сам се путем. Дрвеће са десне стране пролазило ме је у савршеном реду брзином од 60 mi (97 km) на час. Изненада једно од њих ми је стало на пут.” Волео је да једе, да пије (рекао је да зна да броји све осим калорија), да прича прљаве приче и вицеве (нпр. Телесно насиље је незадовољство учињено са намером пружања задовољства) и да зури у ноге младих жена (толико да су секретарице у Лос Аламосу често покривале отворене стране својих столова картонима.)
Према његовом пријатељу Теодору фон Карману, фон Нојманов отац је желео да му се Џон придружи у послу у индустрији и на тај начин уложи своје време у финансијски кориснији подухват од математике. У ствари, његов отац је тражио од фон Кармана да убеди свог сина да не узима математику као главни предмет. Фон Нојман и његов отац су одлучили да је најбољи пут у каријери постати хемијски инжењер. То није било нешто о чему је фон Нојман имао много знања, па је договорено да полаже двогодишњи курс хемије без могућности дипломирања на Универзитету у Берлину, након чега је полагао пријемни испит на престижној ЕТХ Цирих, који је положио у септембру 1923. У исто време, фон Нојман је такође уписао Пазмани Петер универзитет у Будимпешти, као докторанд у области математике. За своју тезу, изабрао је да произведе аксиоматизацију Канторове теорије скупова. Дипломирао је као хемијски инжењер на ЕТХ Цириху 1926. (иако Вигнер каже да фон Нојман никада није био много везан за предмет хемије ), и положио завршне испите са cumma cum laude за свој докторат. у математици (са малолетницима у експерименталној физици и хемији) истовремено са његовом дипломом хемијског инжењерства, о којој је Вигнер написао: „Очигледно докторска теза и испит нису представљали значајан напор“. Затим је отишао на Универзитет у Гетингену на основу гранта Рокфелерове фондације да студира математику код Дејвида Хилберта. Херман Вајл, у својој некрологу Еми Нетер, сећа се како би у зиму 1926-1927 фон Нојман, Нетер и он шетали после његових часова „хладним, мокрим, кишним улицама Гетингена“ где су разматрали хиперкомплексне системе бројева и њихове репрезентације.
Између 1926. и 1930. био је приватни предавач у Берлину. Са 25 година објавио је 10 радова, а са 30 година близу 36. Фон Нојман је био позван у Принстон уЊу Џерзи 1930, и био је један од четворице људи одабраних за први наставни кадар Institute For Advanced Study, где је био професор математике од оснивања Института до своје смрти.
Од 1936. до 1938. Алан Тјуринг је био у посети овом институту, где је завршио своју докторску дисертацију под надзором Алонса Черча у Принстону. Године 1937. постао је натурализовани држављанин Америке, а 1938. године додељена му је награда за његов рад из анализа.
Године 1957. дијагнозиран му је рак костију, кога је вероватно изазвала изложеност радијацији током тестирања атомске бомбе или у каснијем раду на нуклеарном оружју на Лос Аламосу. Фон Нојман је умро неколико месеци после успостављања дијагнозе трпећи јаке болове. Рак се проширио и на његов мозак и онемогућио му способност мишљења. Док је лежао умирући у вашингтонској болници, шокирао је своје пријатеље и познанике тражећи да говори са римокатоличким свештеником. Умро је под обезбеђењем војске да не би ненамерно открио војне тајне док је под јаким лековима. Џон фон Нојман је сахрањен на принстонском гробљу у Принстону.

## Лични живот
Био је непушач. На Принстону је било притужби због тога што је редовно изузетно гласно пуштао немачке маршеве на свом фонографу, што је одвраћало пажњу колегама у суседним канцеларијама, укључујући Алберта Ајнштајна. Фон Нојман је радио неке од својих најбољих радова у бучном, хаотичном окружењу, а једном је опоменуо своју жену да му је припремила тиху радну собу за рад. Никада га није користио, више је волео дневну собу у којој је гласно свирао фонограф његове жене.
Фон Нојман се двапут женио. 1930 оженио је Маријет Ковеси. Године 1930, пре него што је оженио Маријету, фон Нојман је крштен у католичкој цркви. Фон Нојманов отац, Макс, умро је 1929. године. Нико од породице није прешао на хришћанство док је Макс био жив, али сви су променили веру по његовој смрти. Онда се 1938. године оженио Кларом Дан. Имао је једно дете, ћерку Марину, из првог брака. Она је истакнути професор међународне трговине на Универзитету у Минхену.
Његов најближи пријатељ у САД био је математичар Станислав Улам. Уламов пријатељ Ђан-Карло Рота написао је: „Проводили би сате трачарећи и кикоћући се, размењујући јеврејске вицеве и водећи математичке разговоре и разговоре на друге теме“. Када је фон Нојман умирао у болници, сваки пут када би га Улам посетио, долазио је спреман са новом колекцијом вицева да га развесели. Фон Нојман је веровао да се већи део његове математичке мисли догодио интуитивно; често би одлазио на спавање са нерешеним проблемом и знао одговор по буђењу. Улам је приметио да фон Нојманов начин размишљања можда није визуелни, већ више слушни.
У фебруару 1951. за The New York Times је скенирао своје мождане таласе док је одмарао и размишљао (заједно са Албертом Ајнштајном и Норбертом Винером). „Генерално су показивали разлику од просека“, закључак је.

## Радови
Написао је 150 објављених радова - 60 из чисте математике, 20 из физике и 60 из примењене математике. Развио је теорију о структури људског мозга пре него што је умро. Његово интересовање било је веома широко. Бавио се: математичком логиком, математиком, квантном физиком, рачунарством, кибернетиком, нуклеарним бомбама, механиком флуида, теоријом игара, економским растом, еволуционом биологијом, теоријом рата и конфликта, ћелијским аутоматима, теоријом саморепродукције и вештачком еволуцијом. У периоду Другог светског рата бавио се искључиво математиком и применом математике на квантну физику. У области математике дао је битне доприносе нумеричкој анализи, теорији скупова, функционалној анализи и статистици. Радио је и на Менхетн пројекту. Тим поводом решавао је и проблеме конструкције и рада рачунских машина, чиме је поставио темељ савремене рачунарске архитектуре и симулација. Створио је и теорију игара. После рата радио је на америчким војним пројектима и управљао војним комитетима.

## Економија
Креативни фон Нојман дао је фундаменталне доприносе и у економској науци кроз два важна рада: прво, текст из 1937. године о мултисекторском моделу раста и, друго, књига из 1944. године (коаутор Оскар Моргенстен) о теорији игара.
Чувени фон Нојманов текст из 1937. године не само да је означио рехабилитацију математичке економије, већ је донео више великих новости у економску теорију:
- концепт анализе активности производних скупова, који је касније широко коришћен од стране Купманса и неовалрасијанаца,
- линеарни (инпут-аутпут) систем производње, који је касније коришћен од Леонтијева и неорикардијанаца,
- неједнакости цена-трошак и понуда-тражња као одговор на бечку критику валрасијанског система једначина,
- првокоришћење Броуерове теореме о фиксној тачки којом се може доказати постојање равнотеже, касније познатој као Какутанијева теорема фиксне тачке,
- минимакс и максимин методи,
- рана верзија дуалне теореме математичког програмирања,
- нови начин укључења фиксног и варијабилног капитала кроз заједничку производњу,
- разјашњење концепата равнотежног и стационарног раста, касније искоришћених од Харода, Солоуа, Хикса и других за пролиферацију модела економског раста и
- извођење Златног правила, по коме је каматна стопа повезана са стопом раста, а не са количином капитала, што је антиципирало радове Алеа и оптималне теорије раста.

Књига Теорија игара и економско понашање из 1944. године, коју су написали фон Нојман и економиста Оскар Монгестерн, унела је у економију и друштвене науке једну од најважнијих иновација 20. века: теорију игара. За методолошко-математички аспект теорије свакако је превасходно заслужан фон Нојман. За детаље видети теорија игара.

## Одабрана дела
Његова сабрана дела могу се пронаћи на zbMATH и Google Scholar. Списак његових радова који су били познати јавности до 1995. може се пронаћи на The Neumann Compendium.

### Књиге (аутор или коаутор)
- 1932. Wheeler, N. A. (ур.). Mathematical Foundations of Quantum Mechanics: New Edition. ISBN 9780691178561.. Beyer, R. T., Trans., Princeton University Press, доступно овде. 2018 edition:
- 1937. von Neumann, John (1998). Continuous Geometry. ISBN 9781400883950. doi:10.1515/9781400883950.. Halperin, I., Preface, Princeton Landmarks in Mathematics and Physics, Princeton University Press, . 2016 edition:  MR0120174
- 1937. „Continuous Geometries with a Transition Probability”. 34 (252). 1981. ISBN 978-1-4704-0659-2.. Halperin, I., Preface, Memoirs of the American Mathematical Society . edition.  MR634656
- 1941. Invariant Measures. ISBN 978-0-8218-0912-9.. American Mathematical Society. 1999 edition:
- 1944. [[Theory of Games and Economic Behavior]]. ISBN 9781400829460. Сукоб URL—викивеза (помоћ). коаутор са Morgenstern, O., Princeton University Press,  or here. 2007 edition:
- 1950. von Neumann, John (1950). Functional Operators, Volume 1: Measures and Integrals. ISBN 9781400881895. doi:10.1515/9781400881895.. Annals of Mathematics Studies 21, . 2016 edition:
- 1951. von Neumann, John (1951). Functional Operators, Volume 2: The Geometry of Orthogonal Spaces. ISBN 9781400882250. doi:10.1515/9781400882250.. Annals of Mathematics Studies 22, . 2016 edition
- 1958. Neumann, John von; Kurzweil, Ray (26. 6. 2012). [[The Computer and the Brain]]. Yale University Press. ISBN 9780300181111. Сукоб URL—викивеза (помоћ). Kurzweil, R. Preface, The Silliman Memorial Lectures Series, Yale University Press,  or here. 2012 edition:
- 1966. Burks, A. W. (ур.). Theory of Self-Reproducing Automata. University of Illinois Press. ISBN 0-598-37798-0..

### Научни чланци
- 1923. „On the introduction of transfinite numbers”. Acta Szeged. 1: 199—208., (in German), .
- 1925. „An axiomatization of set theory”. J. F. Math. 154: 219—240., (in German), .
- 1926. „On the Prüfer theory of ideal numbers”. Acta Szeged. 2: 193—227., (in German), .
- 1927. „On Hilbert's proof theory”. Math. ZSCHR. 26: 1—46., (in German), .
- v. Neumann, J. (1930). „Allgemeine Eigenwerttheorie Hermitescher Funktionaloperatoren”. Math. Ann. 102: 49—131. doi:10.1007/BF01782338..
- Neumann, J. V. (1932). „Proof of the Quasi-Ergodic Hypothesis”. Proc. Nat. Acad. Sci. 18 (1): 70—82. Bibcode:1932PNAS...18...70N. PMC 1076162 . PMID 16577432. doi:10.1073/pnas.18.1.70 ..
- Neumann, J. V. (1932). „Physical Applications of the Ergodic Hypothesis”. Proc. Nat. Acad. Sci. 18 (3): 263—266. Bibcode:1932PNAS...18..263N. PMC 1076204 . PMID 16587674. doi:10.1073/pnas.18.3.263 ..
- Neumann, J. v. (1932). „Zur Operatorenmethode in der Klassischen Mechanik”. Ann. Math. 33 (3): 587—642. JSTOR 1968537. doi:10.2307/1968537..
- Jordan, P.; Neumann, J. v.; Wigner, E. (1934). „On an Algebraic Generalization of the Quantum Mechanical Formalism”. Ann. Math. 35 (1): 29—64. JSTOR 1968117. doi:10.2307/1968117..
- Murray, F. J.; Neumann, J. v. (1936). „On Rings of Operators”. Ann. Math. 37 (1): 116—229. JSTOR 1968693. doi:10.2307/1968693..
- 1936. „On an Algebraic Generalization of the Quantum Mechanical Formalism (Part I)”. Mat. Sborn. 1: 415—484., .
- Birkhoff, Garrett; von Neumann, John (1936). „The Logic of Quantum Mechanics”. Ann. Math. 37 (4): 823—843. JSTOR 1968621. doi:10.2307/1968621..
- Neumann, J. V. (1936). „Continuous Geometry”. Proc. Nat. Acad. Sci. 22 (2): 92—100. Bibcode:1936PNAS...22...92N. PMC 1076712 . PMID 16588062. doi:10.1073/pnas.22.2.92 ..
- Neumann, J. V. (1936). „Examples of Continuous Geometries”. Proc. Nat. Acad. Sci. 22 (2): 101—108. Bibcode:1936PNAS...22..101N. PMC 1076713 . PMID 16588050. doi:10.1073/pnas.22.2.101 ..
- von Neumann, J. (1936). „On Regular Rings”. Proc. Nat. Acad. Sci. 22 (12): 707—713. Bibcode:1936PNAS...22..707V. PMC 1076849 . PMID 16577757. doi:10.1073/pnas.22.12.707 ..
- Murray, F. J.; von Neumann, J. (1937). „On rings of operators. II”. Trans. Amer. Math. Soc. 41 (2): 208—248. doi:10.1090/S0002-9947-1937-1501899-4..
- Neumann, J. V. (1937). „Continuous Rings and Their Arithmetics”. Proc. Nat. Acad. Sci. 23 (6): 341—349. Bibcode:1937PNAS...23..341N. PMC 1076935 . PMID 16577785. doi:10.1073/pnas.23.6.341 ..
- 1938. „On Infinite Direct Products”. Compos. Math. 6: 1—77., .
- Neumann, J. v. (1940). „On Rings of Operators. III”. Ann. Math. 41 (1): 94—161. JSTOR 1968823. doi:10.2307/1968823..
- Halmos, Paul R.; von Neumann, John (1942). „Operator Methods in Classical Mechanics, II”. Ann. Math. 43 (2): 332—350. JSTOR 1968872. doi:10.2307/1968872..
- Murray, F. J.; von Neumann, J. (1943). „On Rings of Operators. IV”. Ann. Math. 44 (4): 716—808. JSTOR 1969107. doi:10.2307/1969107..
- Neumann, J. V. (1945). „A Model of General Economic Equilibrium”. Rev. Econ. Studies. 13 (1): 1—9. JSTOR 2296111. doi:10.2307/2296111..
- von Neumann, J. (1993). „First draft of a report on the EDVAC” (PDF). IEEE Ann. Hist. Comp. 15 (4): 27—75. doi:10.1109/85.238389.].
- 1947. „Numerical Inverting of Matrices of High Order”. Bulletin of the American Mathematical Society. 53: —1099., коаутор са H. H. Goldstine, .
- 1948. The General and Logical Theory of Automata, in Cerebral Mechanisms in Behavior - The Hixon Symposium, Jeffress, L.A. ed., John Wiley & Sons, New York, N. Y, 1951, pp. 1–31, MR0045446.
- von Neumann, John (1949). „On Rings of Operators. Reduction Theory”. Ann. Math. 50 (2): 401—485. JSTOR 1969463. doi:10.2307/1969463..
- von Neumann, J.; Richtmyer, R. D. (1950). „A Method for the Numerical Calculation of Hydrodynamic Shocks”. J. Appl. Phys. 21 (3): 232—237. Bibcode:1950JAP....21..232V. doi:10.1063/1.1699639..
- Charney, J. G.; Fjörtoft, R.; von Neumann, J. (1950). „Numerical Integration of the Barotropic Vorticity Equation”. Tellus. 2 (4): 237—254. Bibcode:1950Tell....2..237C. doi:10.1111/j.2153-3490.1950.tb00336.x..
- Neumann, Johann Von (1950). „Eine Spektraltheorie für allgemeine Operatoren eines unitären Raumes. Erhard Schmidt zum 75. Geburtstag in Verehrung gewidmet”. Math. Nachr. 4 (1–6): 258—281. doi:10.1002/mana.3210040124..
- 1951. Discussion on the Existence and Uniqueness or Multiplicity of Solutions of the Aerodynamical Equations, Chapter 10 of Problems of Cosmical Aerodynamics, Proceedings of the Symposium on the Motion of Gaseous Masses of Cosmical Dimensions held in Paris, August 16–19, 1949.
- 1951. „Various Techniques Used in Connection with Random Digits”. Архивирано из оригинала 25. 09. 2022. г. Приступљено 25. 05. 2023., Chapter 13 of "Proceedings of Symposium on 'Monte Carlo Method'", held June–July 1949 in Los Angeles, Summary written by G. E. Forsynthe.
- 1956. Probabilistic Logics and the Synthesis of Reliable Organisms from Unreliable Components, January 1952, Calif. Inst. of Tech., Lecture notes taken by R. S. Pierce and revised by the author, Automata Studies, ed. by C. E. Shannon and J. McCarthy, Princeton University Press, 43–98.

### Популарни чланци
- 1947. The Mathematician, The Works of the Mind. ed. by R. B. Heywood, University of Chicago Press, 180–196.
- 1951. The Future of High-Speed Computing, Digest of an address at the IBM Seminar on Scientific Computation, November 1949, Proc. Comp. Sem., IBM, 13.
- 1954. The Role of Mathematics in the Sciences and in Society. Address at 4th Conference of Association of Princeton Graduate Alumni, June, 16–29.
- 1954. The NORC and Problems in High Speed Computing, Address on the occasion of the first public showing of the IBM Naval Ordnance Research Calculator, December 2.
- 1955. Method in the Physical Sciences, The Unity of Knowledge, ed. by L. Leary, Doubleday, 157–164.
- 1955. Can We Survive Technology? Fortune, June.
- 1955. Impact of Atomic Energy on the Physical and Chemical Sciences, Speech at M.I.T. Alumni Day Symposium, June 13, Summary, Tech. Rev. 15–17.
- 1955. Defense in Atomic War, Paper delivered at a symposium in honor of Dr. R. H. Kent, „The Scientific Bases of Weapons”. Journ. Am. Ordnance Assoc.: 21—23. 7. 12. 1955..
- 1956. The Impact of Recent Developments in Science on the Economy and on Economics, Partial text of a talk at the National Planning Assoc., Washington, D.C., December 12, 1955, Looking Ahead. 4. Недостаје или је празан параметар |title= (помоћ):11.

### Сабрана дела
- 1963. Neumann, John Von (март 1963). John von Neumann Collected Works (6 Volume Set). Pergamon Press. ISBN 9780080095660.. Taub, A. H., уредник, Pergamon Press Ltd. 
  - 1961. Volume I: Logic, Theory of Sets and Quantum Mechanics
  - 1961. Volume II: Operators, Ergodic Theory and Almost Periodic Functions in a Group
  - 1961. Volume III: Rings of Operators
  - 1962. Volume IV: Continuous Geometry and other topics
  - 1963. Volume V: Design of Computers, Theory of Automata and Numerical Analysis
  - 1963. Volume VI: Theory of Games, Astrophysics, Hydrodynamics and Meteorology